# هه‌شان
هه‌شان و یا هِشان (به لاتین: Heshan, Guangxi) یک شهر در سطح شهرستان در جمهوری خلق چین است که در لایبین واقع شده‌است.

## خصوصیات
هیشان ۱۲۵ متر بالاتر از سطح دریا واقع شده‌است.